# Gainsbourg Live
Albums de Serge Gainsbourg
Love on the Beat
(1984) You're Under Arrest
(1987)
Gainsbourg Live est un album de Serge Gainsbourg sorti en 1986, reprenant les chansons de ses concerts au Casino de Paris à l'automne 1985 (enregistrés les 3, 4 et 5 octobre). Le disque est certifié disque de platine en 1990, pour plus de 300 000 exemplaires écoulés.

## Liste des chansons
| No  | Titre                                                                                             | Durée |
| --- | ------------------------------------------------------------------------------------------------- | ----- |
| 1.  | Love on the Beat                                                                                  | 9:57  |
| 2.  | Initials B.B.                                                                                     | 3:00  |
| 3.  | Harley Davidson (écrite en 1968, pour Brigitte Bardot en référence aux motos « Harley Davidson ») | 2:46  |
| 4.  | Sorry Angel                                                                                       | 4:36  |
| 5.  | Nazi Rock                                                                                         | 4:31  |
| 6.  | Ballade de Johnny Jane                                                                            | 2:55  |
| 7.  | Bonnie and Clyde (inspiré des personnages de Bonnie et Clyde)                                     | 5:00  |
| 8.  | Vieille canaille                                                                                  | 2:55  |
| 9.  | I'm the Boy                                                                                       | 7:21  |
| 10. | Dépression au-dessus du jardin                                                                    | 2:22  |
| 11. | Lemon Incest (extrait)                                                                            | 1:14  |
| 12. | Mickey maousse                                                                                    | 1:09  |
| 13. | My lady héroïne                                                                                   | 3:09  |
| 14. | Je suis venu te dire que je m'en vais                                                             | 3:21  |
| 15. | L'eau à la bouche                                                                                 | 3:03  |
| 16. | Lola Rastaquouère                                                                                 | 3:28  |
| 17. | Marilou sous la neige                                                                             | 3:11  |
| 18. | Hmm Hmm Hmm (absent du CD)                                                                        | 2:37  |
| 19. | Harley David Son Of a Bitch (piste 18 sur le CD)                                                  | 9:02  |
| 20. | La Javanaise (piste 19 sur le CD)                                                                 | 4:02  |
| 21. | Love on the Beat (en rappel sur les versions vinyle et cassette uniquement)                       | 15:44 |

## Crédits
- Publication : 1986 Phonogram S.A. Paris
- Paroles et musique : Serge Gainsbourg, sauf Vieille Canaille : Sam Theard et Jacques Plante, Lemon Incest : arrangements de Serge Gainsbourg d'après l'étude n°3 en mi-majeur op. 10 de Frédéric Chopin, My Lady Héroine : Serge Gainsbourg d'après une œuvre de Ketelby, et L'Eau à la bouche : Serge Gainsbourg et Alain Goraguer.

## Musiciens
- Serge Gainsbourg – chant
- Billy Rush – guitare électrique, direction
- John K. – basse électrique
- Tony « Thunder » Smith – batterie
- Gary Georgett – claviers
- Stan Harrison – saxophone
- George Simms & Steve Simms – chœurs